# بيان إذاعي

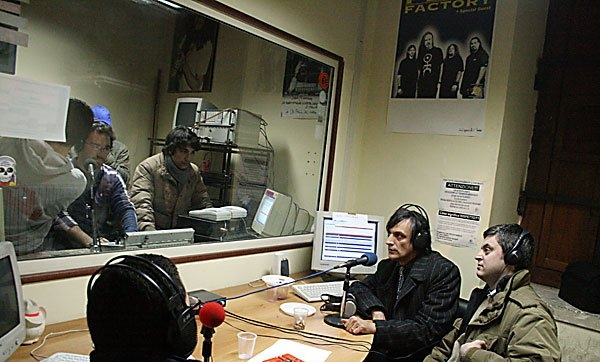
محطة اذاعية

البيان الإذاعي، هو مقال قصير من صفحة واحدة كٔاقصى حد يلقيه المذيع في الإذاعة يضاف لهُ مؤثرات صوتية، وتكون مدتهُ أقل من دقيقة، ويعتبر من الوسائل البحثية التي من خلالها تجمع البيانات وتسجل المعلومات التي لها علاقة بمشكلة أو موضوع معيّن سواء كان إدارياً أو فنياً أو غير ذلك من المجالات الأخرى ضمن شروط وأسس متّفق عليها من أجل نقلها لمن يهمه الأمر عبر الاذاعة، ويمكن أن يعرف بطريقة أخرى على أنه تصور لموقف يهتم بتوضيح السلبيات والإيجابيات التي تتعلّق بهذا الموقف، بيان الإذاعة هو بشكل عام مادة مسجلة تجمع عناصر متنوعة، من روابط، ومقتطفات، ومقابلات مع مشاركين في البيان، ضمن أجواء وتسجيلات على أرض الحدث، وإضافة مؤثرات صوتية، وموسيقى.
يتألف بيان الإذاعة من المقدمة وقطعة من النص تربط بين تسجيلين صوتيين بهدف تحقيق التتابع المنطقي والتماسك في القصة، وتكون الأصوات مهمة ومسجلة على أرض الحدث لتساعد على رسم المشهد عند الاخبار عن القصة.